# Ręczno (osada leśna)
Ręczno – osada leśna w Polsce, położona w województwie łódzkim, w powiecie piotrkowskim, w gminie Ręczno.
W latach 1975–1998 gajówka administracyjnie należała do województwa piotrkowskiego.